# Phytomyza dreisbachi
Phytomyza dreisbachi este o specie de muște din genul Phytomyza, familia Agromyzidae, descrisă de Steyskal în anul 1972.
Este endemică în Michigan. Conform Catalogue of Life specia Phytomyza dreisbachi nu are subspecii cunoscute.